# 결정의 순간들
결정의 순간들(Decision Points)은 조지 W. 부시 전 미국 대통령이 쓴 회고록이다. 부시는 그의 책을 흥보하기 위한 전국 투어를 실시하면서 갤럽 여론조사를 통해 44%의 지지도를 얻었다. 한편 그는 북부 댈러스에 투어를 하는 동안 벌어진 시위에 참가한 여러 시위자들로부터 비난을 받았다.